# Френсіс Паркер Йокі
Френсіс Паркер Йокі (англ. Francis Parker Yockey; 18 вересня 1917 — 17 червня 1960) — американський фашистський та пан'європейський ідеолог. Юрист, він відомий своєю неошпенґлеріанською книгою «Імперія: філософія історії та політики», опублікованою в 1948 році під псевдонімом Улік Варанґе, що була опосередковано присвячена Адольфу Гітлеру та закликала до неонацистської європейської імперії.
Йокі підтримував ультраправих в усьому світі і продовжує впливати на білі націоналістичні та неофашистські рухи. Йокі був антисемітом, шанував німецький нацизм і на початку заперечував Голокост. У 1930-х роках він контактував або працював із нацистськими «Срібним легіоном» та німецько-американським союзом. Він служив у армії США в 1942–1943 роках і пішов у самоволку, щоби допомагати нацистським шпигунам. Після юридичних призначень у Детройті в 1944–1945 роках він одинадцять місяців працював у Трибуналі з військових злочинів у Німеччині, перш ніж пішов у відставку або був звільнений за підтримку нацистів. У Лондоні він працював на Юніоністський рух британського фашиста Освальда Мослі, а після конфлікту з Мослі заснував у 1949 році Фронт європейського визволення і очолював його, поки той не розпався приблизно в 1954 році.
Існують дані, що під час Холодної війни Йокі співпрацював із розвідкою радянського блоку та виступав за тактичний ультраправий альянс із СРСР проти того, що він вважав єврейсько-американською гегемонією. Він також певний час писав антиєврейську пропаганду в Єгипті, де познайомився з президентом Ґамалем Абделем Насером. Йокі залишався впливовим у фашистських колах до свого самогубства у 1960 році, коли його заарештувало ФБР. Останнім відвідувачем Йокі у в'язниці був Вілліс Карто, який став провідним адвокатом і видавцем його творів.